# Karoline Leavitt
Karoline Claire Leavitt (Atkinson, New Hampshire, 24 augustus 1997) is een Amerikaans overheidsbeambte, die sinds januari 2025 in dienst is als de 36e perschef van het Witte Huis, en werkt onder President Donald Trump. Ze is de jongste perschef van het Witte Huis in de geschiedenis.
Leavitt was eerder de nationale persvoorlichter voor de presidentscampagne van Donald Trump in 2024. Ze was assistent-persvoorlichter en presidentieel schrijver tijdens de eerste regering van Donald Trump, en woordvoerder voor MAGA Inc., een Super PAC die Trump steunde. In 2022 stelde ze zich kandidaat voor het Huis van Afgevaardigden van de VS in het eerste district van New Hampshire, waarbij ze de Republikeinse nominatie won, maar in de algemene verkiezingen verloor ze van de zittende Democraat Chris Pappas.